# Наньмань

Срединное Государство: Внешний круг чиновников Сына Неба (天子) находятся в контакте с подданными царствами (朝贡国), стоящими на пути аккультурации. Снаружи (化外之地) расположены: Восточные варвары Дун-и (東夷), Западные варвары Си-жун (西戎), Южные варвары Наньмань (南蠻) и Северные варвары Бэй-ди (北狄).

Наньмань, или Южные варвары (кит. трад. 南蠻, упр. 南蛮, пиньинь Nánmán) — термин китаецентрической политической философии. В классических китайских текстах обозначает всех жителей Земли, которые живут южнее Китая, прежде всего в Юго-Восточной Азии, и не признают власть китайского императора.
Помимо Китая термин употреблялся странами, которые пользовались понятием Поднебесная: Кореей, Японией, Монгольской империей и т. д.
В японских текстах XVI—XIX веков этим термином обозначали европейцев, прежде всего португальцев и испанцев. Они прибывали в Японию из «южных морей», поскольку имели колонии в индийском Гоа, южнокитайском Макао и филиппинской Маниле.